# Le Monde illustré
Le Monde illustré («Иллюстрированный мир») был ведущим иллюстрированным еженедельным политическим журналом во Франции, который выпускался в период 1857-1940 годов и с 1945 по 1956. Многие из его высокореалистичных изображений, созданные методом гравюры на дереве, на самом деле были сделаны по фотографиям, потому как до конца XIX века фотографическое воспроизведение в печати не было технически возможно.
Le Monde illustré во многом похож на The Illustrated London News.
В 1938 году издание было объединено с газетой «Зеркало мира» (фр. Le Miroir du monde), созданной в 1930 году, после чего стало печататься под названием Le Monde illustré / Miroir du monde. Публикация была приостановлена 8 июня 1940 (Вторжение во Францию) и возобновилась только 22 февраля 1945 под названием Le Monde illustré.
Журнал объединился ещё в декабре 1948 года с Иллюстрированной Францией (фр. France-Illustration) и стал публиковаться как France-Illustration / Le Monde illustré, пока в 1956 году вместе с журналом Nouveau Fémina не стал совместным изданием Femina-Illustration. Название исчезло, хотя публикации продолжались (под названием Réalités в 1964 году и под сменившим его в 1978 году Le Spectacle du monde).
Le Monde illustré также прилагался в качестве дополнения к журналу Женщина и мир (фр. La Femme et le Monde) (1901—1902) и Le Monde illustré théâtral et littéraire devenu France-Illustration / Le Monde illustré, supplément littéraire et théâtral (1947—1955), а затем к Fémina-Théâtre (1956) и L’Avant-scène théâtre (1957).

## Авторы и художники
- Ириарте, Шарль
- Ледюк, Чарльз
- Берндтсон, Гуннар

## Литографии и гравюры

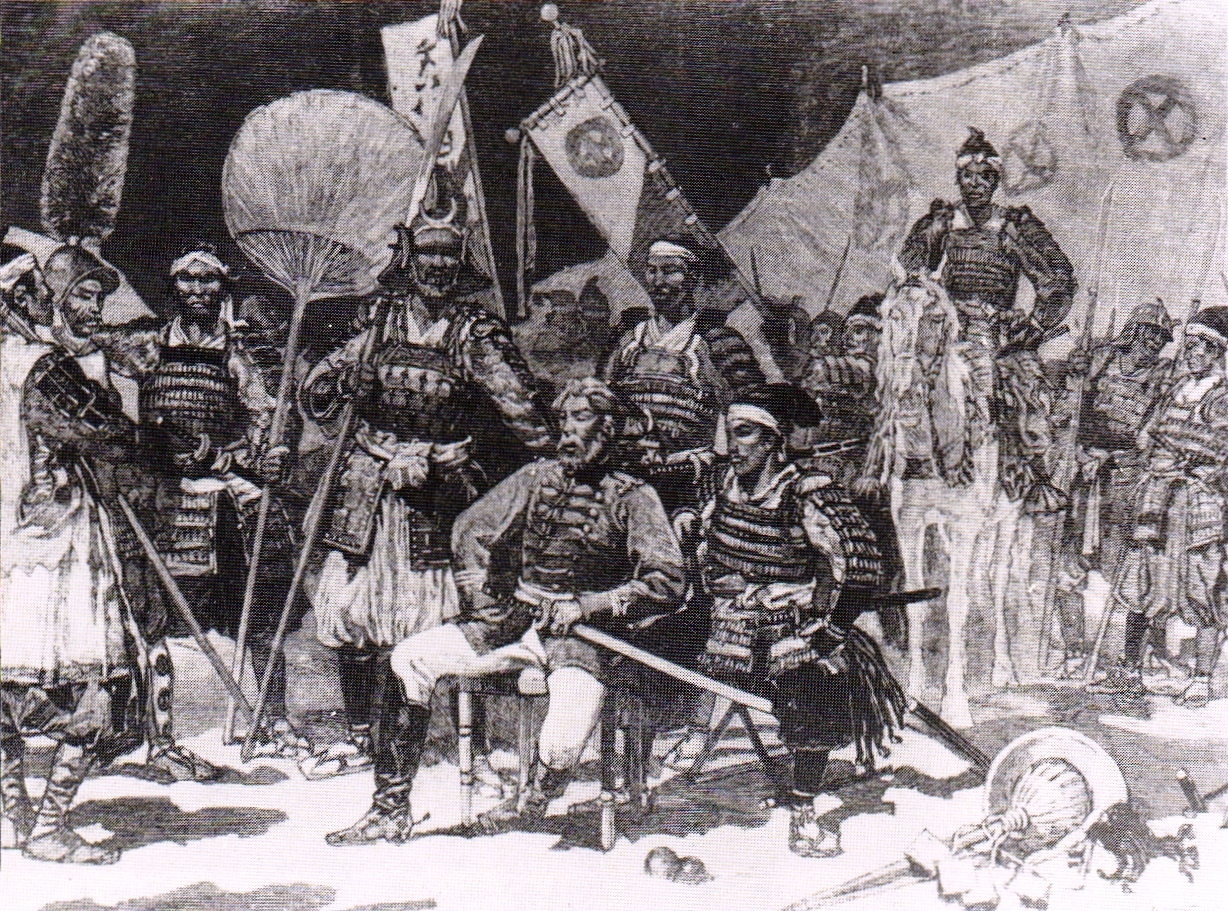
Сайго Такамори в окружении своих офицеров во время войны Сэйнан. Из статьи в Le Monde illustré, 1877
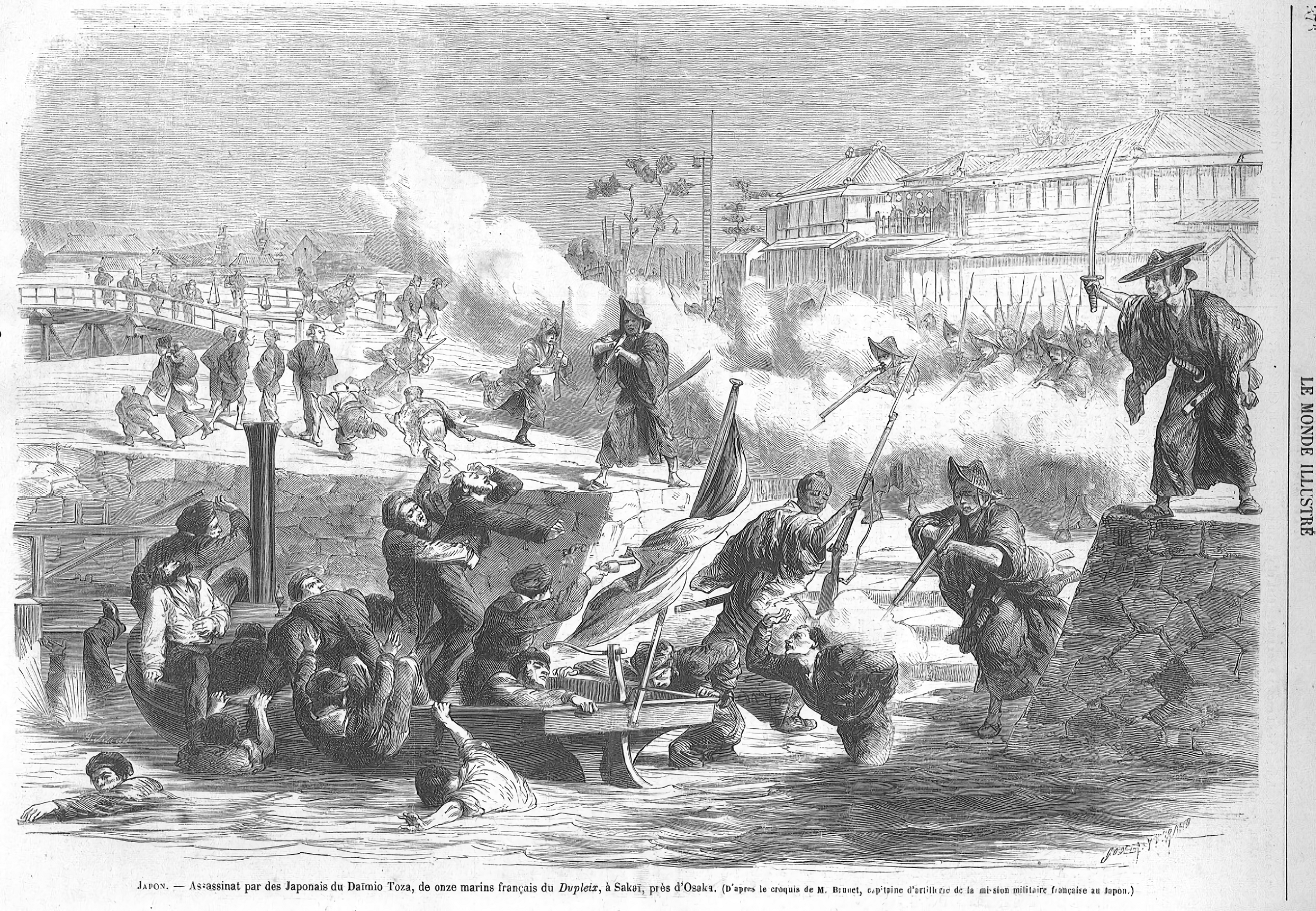
Инцидент в Сакаи (堺事件), Япония, 1868 год
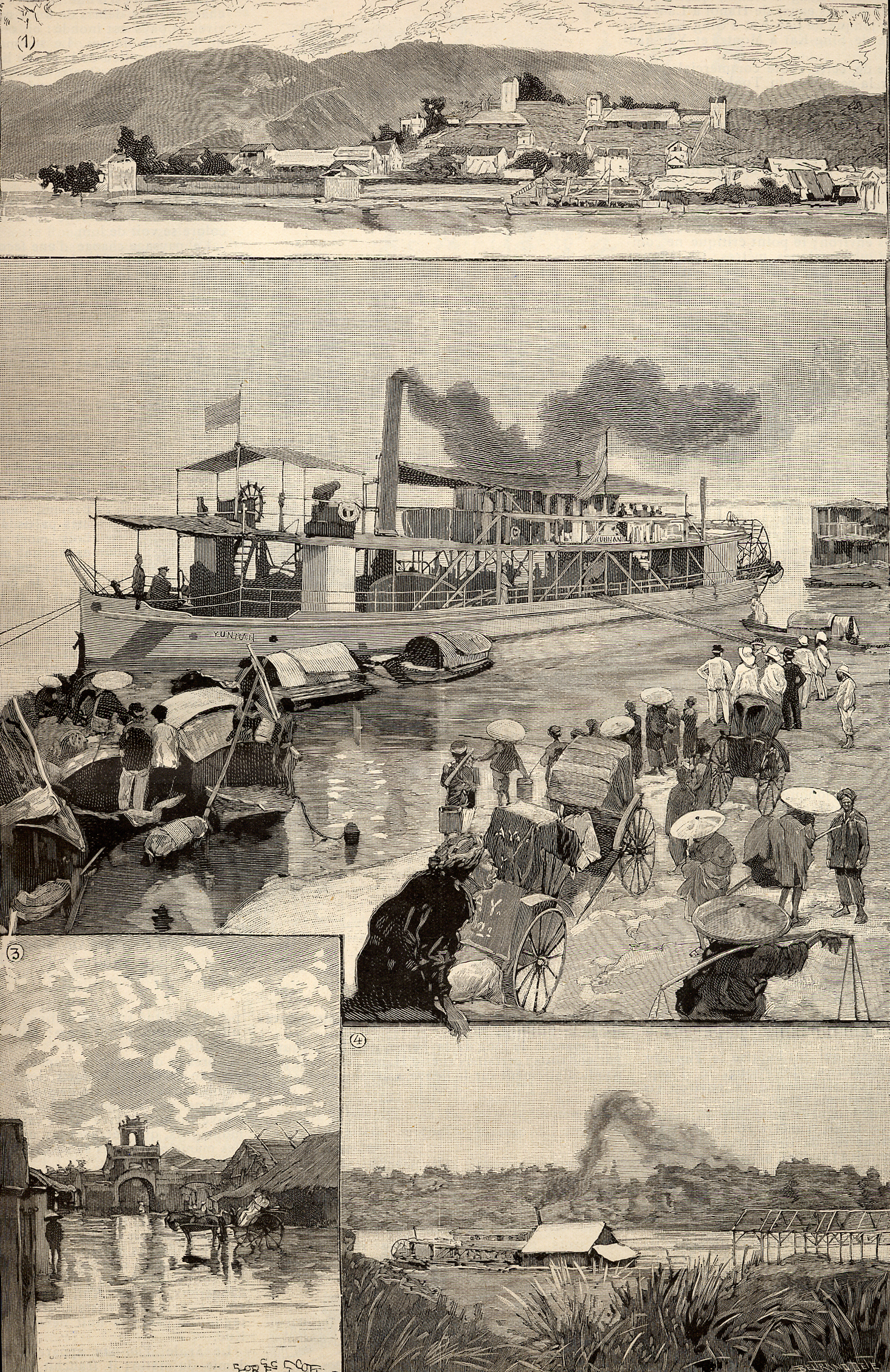
Панорама колоний Франции в Юго-восточной Азии, 1891 год